# Philip Sparke

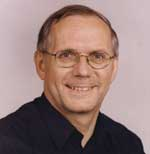
Philip Sparke (1991)

Philip Sparke (* 29. Dezember 1951 in London) ist ein englischer Komponist und Musiker.

## Leben
Sparke studierte am Royal College of Music in London Komposition, Trompete und Klavier und schloss das Studium mit Auszeichnung ab. Während des Studiums wuchs sein Interesse an Blasorchestermusik. Er spielte Blasorchester des College und  gründete mit Kommilitonen eine Brassband. Aus dieser Zeit stammen seine Concert Prelude (brass band) und Gaudium (Windband = Blasorchester).
Er erhielt verschiedene Kompositionsaufträge, das erste größere Werk war The Land of the Long White Cloud – „Aotearoa“ für die Centennial Brass Band Championships in Neuseeland.
Zu seinen bekanntesten Werken für Brass-Band gehören The Year of the Dragon, Harmony Music, Partita, Tryptich for Band, die Jubilee-Overture, A London Overture, Cambridge Variations, die Hymn of the Highlands (eine mehrsätzige Suite über die rauen und majestätischen Landschaften der schottischen Highlands), sowie die Solo-Werke Song & Dance für Kornett und Masquerade und Capricorno für Althorn.
Mit seinen Werken (Slipstream, Skyrider and Orient Express) gewann er dreimal in Folge für die BBC den Kompositionswettbewerb der EBU für neue Blasorchesterwerke.
Weiters komponierte er zahlreiche Werke für Brass Band-Wettbewerbe in unter anderem Großbritannien, Neuseeland, Australien, in den Niederlanden und in der Schweiz, mehrfach für die britische Endausscheidung in der Royal Albert Hall.
Sparke zählt zu den bekannten zeitgenössischen Komponisten für Blasmusik. In London gründete er einen Verlag zur Veröffentlichung seiner Werke.
Neben seiner internationalen Tätigkeit als Gastdirigent und Leiter von Workshops nimmt er auch die Aufgabe als Musikdirektor der Hilingdon Brass Band wahr. 2020 wurde er zum Ehrenmitglied der American Bandmasters Association ernannt.

## Auszeichnungen
- 1997: Dance Movements; in den USA äußerst begehrten und sehr bekannten Sudler-Prize.[1]
- 2011: Buma International Brass Award der niederländischen Stiftung Buma Cultuur
- 2025: Benennung eines Asteroiden nach ihm: (198968) Sparke[4]

## Werke für Blasorchester (Auswahl)
- 1973/1976: Gaudium
- 1975: The Prizewinners für Brass-Band
- 1978/1995: Fantasy for Euphonium
- 1979/1985: A Concert Prelude
- 1979: Capriccio (Eb Cornet Solo) für Brass-Band
- 1979/1987: The Land of the Long White Cloud "Aotearoa"
- 1981: A Tameside Overture für Brass-Band
- 1981: Fanfare, Romance & Finale für Brass-Band
- 1981: Song and Dance (Cornet Solo) für Brass-Band
- 1982: Barn Dance & Cowboy Hymn für Brass-Band
- 1983: Rhythm and Blues für Brass-Band
- 1984: Aubade (Euphonium Solo) für Brass-Band
- 1984: Jubilee-Overture
- 1984: A London Overture für Brass-Band
- 1984: A Malvern Suite für Brass-Band
- 1984: Slipstream (Concert-March)
- 1984/1985: The Year of the Dragon
- 1985: A Celtic Suite für Brass-Band
- 1985: Masquerade (Eb Horn Solo) für Brass-Band
- 1985/1987: Music for a Festival
- 1985: Skyrider (Concert-March) für Brass-Band
- 1986/1992: Orient Express
- 1986/1994: Pantomime (Euphonium Solo)
- 1986: Party Piece (Euphonium Solo) für Brass-Band
- 1986: Prelude, Toccata & Fugue (Graduation Day) für Brass-Band
- 1986: Variations on an Enigma für Brass-Band
- 1987: Flying the Breeze
- 1987: Mountain Song für Brass-Band
- 1988: A Swiss Festival Overture
- 1988: Concertino for Tuba (Eb Tuba Solo) für Brass-Band
- 1988: Concerto Grosso (Brass Quartet & Band) für Brass-Band
- 1988: Endeavour (Australia 1788–1988), programmatische Rhapsodie für Brass-Band
- 1988: River City Serenade für Brass-Band
- 1988: Serenade for Toni
- 1989: Partita für Brass-Band
- 1989: The sunken village für Fanfare-Orchester
- 1989: A Tameside Overture
- 1989: Theatre Music
- 1989: The Vikings
- 1989/1990: Two-part Invention (Euphonium Duet)
- 1990: Cambridge Variations für Brass-Band
- 1990: Fanfare, Romance, Finale
- 1990/1992: A Pittsburgh Overture
- 1990: Sinfonietta Nr. 1
- 1990: Triptych für Brass-Band
- 1990: A Yorkshire Overture
- 1991: Celebration
- 1991: Concerto for Trumpet or Cornet für Brass-Band
- 1992: Euphonism (Euphonium Duet) für Brass-Band
- 1992: Jamaica Farewell
- 1992/1996: Jubilee-Prelude
- 1992: Serenade for Horns (Eb Horn Trio) für Brass-Band
- 1992: Festival Overture
- 1992: Mountain Song
- 1992: Mambo Jumbo
- 1992: River City Serenade
- 1992: Sinfonietta Nr. 2
- 1992: Soliloquy (Cornet Solo) für Brass-Band
- 1993: Processional Overture
- 1993: Song for Ina (Euphonium Solo) für Brass-Band
- 1993: Tijuana Trumpets (Trumpet feature)
- 1994: Three Miniatures für Brass-Band
- 1995: Dance Movements
- 1995: Euphonium Concerto No 1 für Brass-Band
- 1996: Fiesta
- 1996: White Rose Overture
- 1996: Music for Arosa
- 1997: Norwegian Rondo
- 1997: Time to Say Goodbye für Brass-Band
- 1998: Between the Moon and Mexico für Brass-Band
- 1998: Diversions - Variations on a Swiss Folk Song "Der Heimetvogel"
- 1999: Earth, Water, Sun, Wind Symphony for Band
- 1999: Hanover Festival
- 1999: Lindisfarne Rhapsody (Flute-Solo)
- 1999: Tallis Variations für Brass-Band
- 1999: Wilten Festival Overture
- 2000: The Centurion für Brass-Band
- 2000: Five Festive Fanfares
- 2000: Navigation Inn (Concert March)
- 2000: Overture für Woodwinds
- 2000: Time Remembered
- 2000: To a New Dawn
- 2001: Carol of the Shepherds
- 2001: Ballad for Benny
- 2001: Four Norfolk Dances
- 2001: Infinity and Beyond...
- 2001: Invictus (The Unconquered)
- 2001: A London Intrada
- 2001: Navigation Inn für Brass-Band
- 2001: The Prince of Denmark's March
- 2001: Shalom! (Suite of Israeli Folk Songs)
- 2001: South Down Pictures für Brass-Band
- 2001: Sunrise at Angel´s Gate
- 2001: Te Deum Prelude
- 2001: Time Remembered für Brass-Band
- 2001: Two Norwegian Folk Tunes
- 2002: Alladale (aus Hymn of the Highlands) für Flügelhorn, Althorn, Bariton und Brass-Band
- 2002: Big Sky Ouverture
- 2002: Mary's Boy Child
- 2002: Merry-Go-Round
- 2002: Morning Song - for Horn Quartet and Band
- 2002: Pathfinders March
- 2002: Portrait of a City
- 2002: Sinfonietta No 3 (Rheinfelden Sketches)
- 2002/2003: Suite from „Hymn of the Highlands“
- 2002: Flowerdale (aus Hymn of the Highlands) für Es-Kornett und Brass-Band
- 2002: Lairg Muir (aus Hymn of the Highlands) für Kornett und Brass-Band
- 2002: Strathcarron (Sword Dance) (aus Hymn of the Highlands) für Brass-Band
- 2002: Summer Isles (aus Hymn of the Highlands) für Euphonium und Brass-Band
- 2002: The White Rose
- 2003: Aria (Tenor Horn Solo) für Brass-Band
- 2003: Clarinet Calypso
- 2003: Clarinet Concerto
- 2003: A Huntingdon Celebration
- 2003: Kaleidoscope – Five Variations on the „Brugg Song“
- 2003: Masquerade (A Willisau Celebration)
- 2003: Out of the Darkness, Into the Light
- 2003: Prelude and Scherzo (Trombone solo) für Brass-Band
- 2003: Simple Sarabande
- 2003: Ten Chorale Preludes
- 2003: Veni Immanuel
- 2003: Westminster Prelude
- 2004: Between the two Rivers
- 2004: Choral and VariationsA Swiss Festival Overture
- 2004: A Klezmer Karnival
- 2004: Flying the Breeze
- 2004: La Caracolá
- 2004: Mandalen Landscapes
- 2004: Manhattan (Trumpet Solo)
- 2004: Marchissimo
- 2004: Music of the Spheres für Brass-Band
- 2004/2005: Portrait of a Music
- 2004: Postcard from Singapore
- 2004: Summer Scene für Brass-Band
- 2004: The Bandwagon für Brass-Band
- 2004: The Four Noble Truths
- 2005: Jeanie with the Light Brown Hair
- 2005: Jubilate für Brass-Band
- 2005: The Painted Desert
- 2005: The Pioneers
- 2005: Variants on an English Hymn Tune (Euphonium Solo)
- 2005: When the Spirit Soars
- 2006: Tuba Concerto
- 2006: Trombone Concerto
- 2006: Dances and Allelujas für Brass Band
- 2009: Sinfonietta Nr. 4 (Stramproy Centennial)
- Harmony Music für Brass-Band
- 2014: A Colour Symphony. Auftragskomposition des Sinfonischen Blasorchesters Wehdel, UA 2014 am Stadttheater Bremerhaven[5]